# Липа Петра Могилы
Липа Петра Могилы (укр. Липа Петра Могили) — знаменитое дерево, ботанический памятник природы местного значения, одна из старейших лип Киева. Относится к виду липа сердцевидная (Tilia cordata). Произрастает в начале Андреевского спуска, рядом с Национальным музеем истории Украины и остатками фундамента Десятинной церкви. Названа в честь Киевского митрополита Петра Могилы, который, по одной из версий, посадил её в 1635 году. Возраст составляет около 350—400 лет, а по некоторым оценкам — более 500 лет и даже больше. 
Дерево взято под государственную охрану в 1972 году. В 2011 году природный объект вошёл в список двадцати киевских деревьев из кадастра 500 выдающихся деревьев Украины. В 2018 году специалистами Национального университета биоресурсов и природопользования Украины было установлено, что возраст дерева превышает 380 лет и оно находится в удовлетворительном состоянии. 12 мая 2022 года дерево пострадало от последствий сильной бури, в результате чего была отломлена часть ствола. Липу удалось спасти, а из отломленной части создали арт-объект.

## История
Дерево относится к виду липа сердцевидная (Tilia cordata Mill.). Возраст составляет около 350—400 лет, а по некоторым данным — более 500 лет. Ствол дерева имеет обхват 5 метров, высота — 10 метров. По легенде, липа посажена Киевским митрополитом Петром Могилой в 1635 году, в ознаменование частичного восстановления Десятинной церкви. По другой версии, липе даже восемьсот лет (по некоторым оценкам даже около тысячи лет) и она застала ещё не разрушенную войском Батыя в 1240 году Десятинную церковь и последних киевских князей. Первоначально киевская липа рассматривалась как едва ли не самая старая в Украине, но потом эта оценка была пересмотрена. Считается, что первое изображение дерева появилось в книге Ивана Фундуклея «Обозрение Киева в отношении к древностям» (1847). В 2018 году специалистами кафедры ландшафтной архитектуры и фитодизайна Национального университета биоресурсов и природопользования Украины было установлено, что возраст дерева превышает 380 лет и оно находится в удовлетворительном состоянии. Дерево произрастает в начале Андреевского спуска (ул. Владимирская, 2) рядом с Национальным музеем истории Украины и остатками фундамента древней Десятинной церкви, в сторону которой наклонён ствол. 

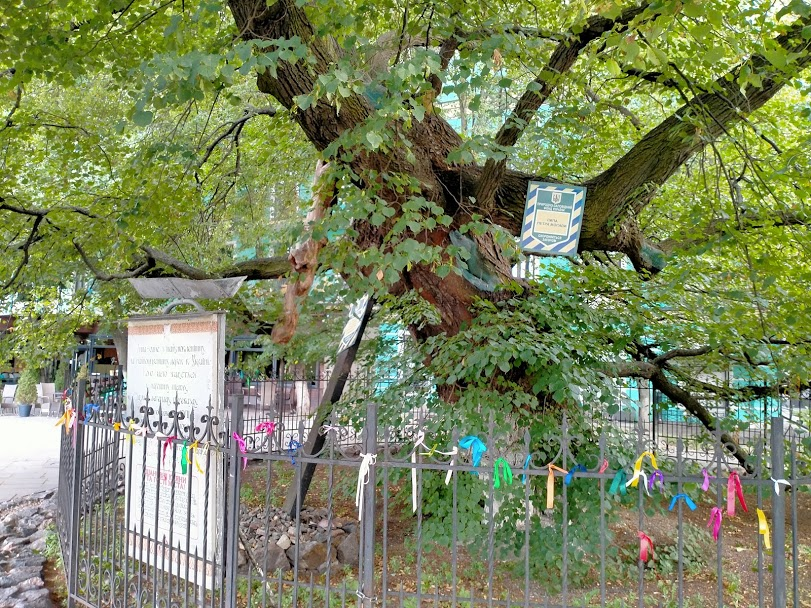
Липа Петра Могилы, 2020

Вековое дерево взято под государственную охрану в 1972 году. Вокруг него были установлены ограждение и охранный знак. К этому времени относится установление фиксирующей подпорки под дерево, которая за несколько десятилетий вросла в ствол. В 2007 году Киевским эколого-культурным центром (КЭКЦ) было осуществлено лечение дерева. Липа Петра Могилы вошла в список двадцати киевских деревьев из кадастра 500 выдающихся деревьев Украины, составленный и изданный в 2011 году по инициативе КЭКЦ. Как и другие киевские памятники природы оно находится под регулярным надзором и уходом коммунального объединения «Киевзеленстрой», входящего в Управление экологии и природных ресурсов Киевской горгосадминистрации (на балансе коммунального предприятия по содержанию зелёных насаждений Шевченковского района Киева). Ранее дупло липы неоднократно поджигали и в него бросали мусор. В наше время дерево страдает от туристов, которые завязывают на ветвях ленты из материи и бумаги, из-за чего они ломаются. 9 октября 2018 года была проведена комиссия по обследованию и принятию решений относительно мер по оздоровлению. В декабре 2018 года и 6 марта 2019 года специалистами Национального университета биоресурсов и природопользования Украины были проведены стабилизационные работы по лечению и оздоровлению дерева. 

Константин Скритуцкий. Арт-композиция «Re:Forma духа»

12 мая 2022 года под воздействием сильного ветра и ливня дерево было повреждено, в результате чего была отломлена часть ствола. По мнению специалистов, к этому привёл дефект ствола, в виде врастания коры, развившийся в месте поддерживающей дерево металлической подпорки и, как следствие, попадания стволовых инфекций. Кроме того, одной из причин называют то, что коммунальные службы не установили подпорки под ветви, которые бы смогли уберечь дерево от повреждений. После ненастья мая 2022 года, поддерживающие конструкции были смонтированы. После бури было решено использовать сломанную часть дерева для создания арт-композиции, «которая не только сохранила бы часть исторического дерева, но и придала ему новые, современные смыслы». 14 сентября 2024 года в саду национального заповедника «София Киевская» была проведена церемония открытия композиции, получившей символическое название «Re:Forma духа». Идею проекта предложил киевский художник и скульптор Константин Скритуцкий, который при создании «Re:Forma духа» («Re:Forma духу») прибег к японской технике обжига дерева огнём. Композиция представляет собой объект кубической формы внутрь которой помещены обломки липы. Скритуцкий объяснял, что в его задачу входило сделать скульптуру символом стойкости, а её форма — «математический» куб — олицетворяет способность к изменениям.